# Majorslunden

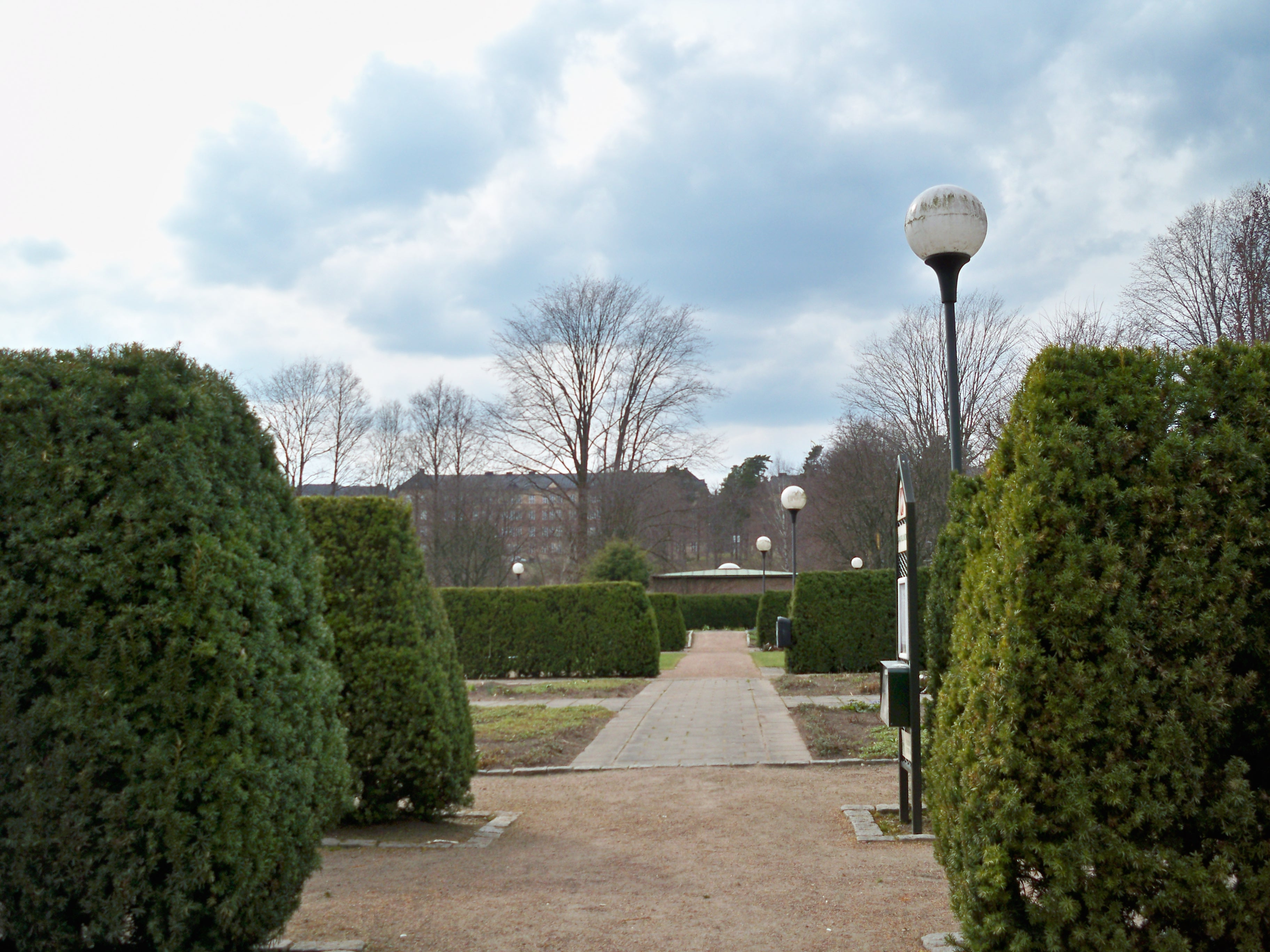
En strikt hållen gång genom Majorslunden en tidig vårdag med en av det nedlagda regementet I 15s byggnader i bakgrunden.

Majorslunden är en liten park i sydvästra delen av centrala Borås. Den ligger längs Regementsgatan i en äldre del av stadsdelen Göta. Parken innehåller bland annat bersåliknande höga buskage och stora blomstersängar med 125 olika sorters perenner. Borås krocketsällskap tränar här på en gräsbana som håller de exakta tävlingsmåtten för engelsk krocket och är en del av en större öppen gräsplan från 1940-talet.